# Діюче значення змінного струму
Діючим (ефективним) значенням сили змінного струму (зустрічається також RMS, середнє квадратичне значення) називають величину  постійного струму, дія якого виконує таку ж роботу (тепловий чи електродинамічний ефект), що і розглянутий змінний струм за час одного  періоду.
У сучасній літературі частіше використовується математичне визначення цієї величини — середньоквадратичне значення сили змінного струму.
Інакше кажучи, діюче значення струму можна визначити за формулою:
{\displaystyle I={\sqrt {{\frac {1}{T}}\int _{0}^{T}i^{2}dt}}}.
Для  гармонійних коливань струму
{\displaystyle I={\frac {1}{\sqrt {2}}}\cdot I_{m}\approx 0,707\cdot I_{m}}
Де:
{\displaystyle I_{m}} — амплітудне значення.
Аналогічним чином визначаються діючі значення електрорушійної сили і електричної напруги.

## Додаткові відомості
В англомовній технічній літературі для позначення діючого значення вживається термін «effective value» — в дослівному перекладі «ефективна величина» або «root-mean-square value» (rms value) — «середньоквадратичне значення».
В електротехніці прилади електромагнітної, електродинамічної і теплової систем реагують на діюче значення.